# Катеринські вали
Катеринські вали (також Вали, Катеринські гори) — історична пам'ятка, яку відносять до давньоруських часів, являє собою древнє городище в заплаві річки Липа, розташоване на околиці села Борисковичі Луцького району(в минулому Горохівського) Волинської області.

Ці давні насипи — заплавне округле (діаметром 120 м) городище з чітким плануванням, яке тутешні жителі називають Валами або Катеринськими горами. Місце дійсно непересічне, адже зовнішній вигляд Валів характерний для X—XI століття. Катеринські вали мають форму фортеці з одним в'їздом, орієнтовна висота насипу від 6 до 12, а подекуди до 20 метрів. 

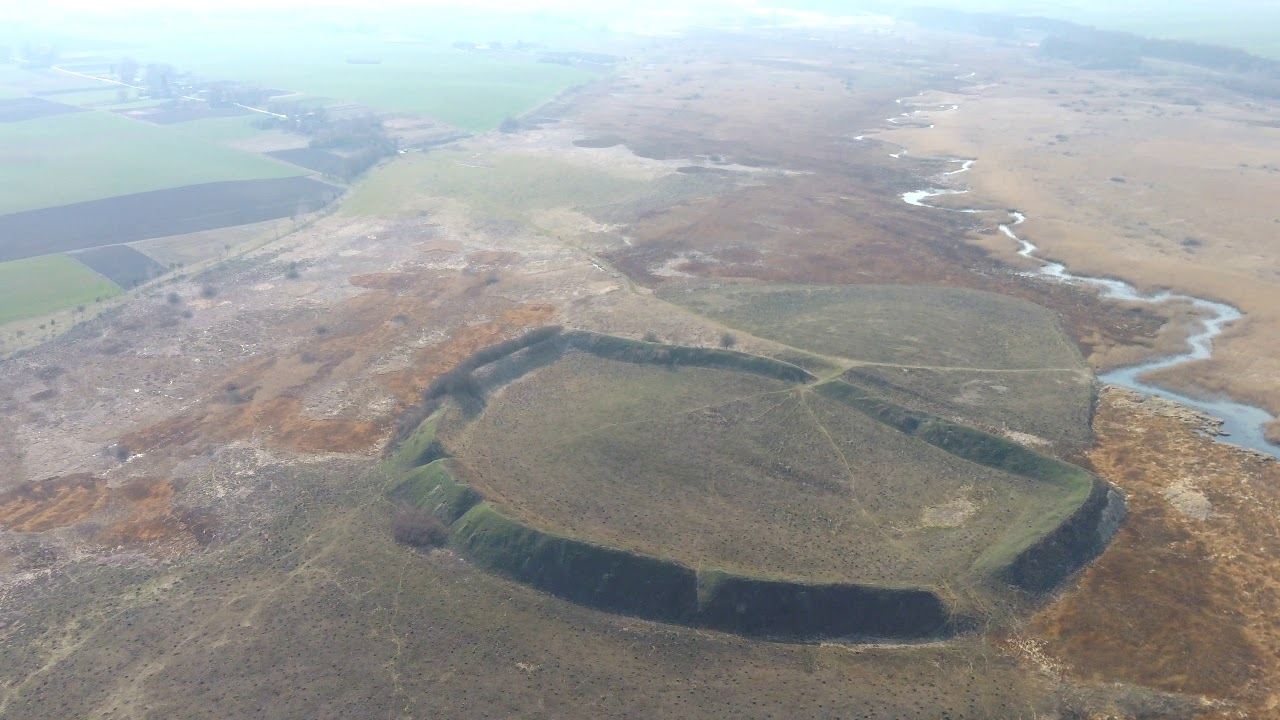

Історія села Борисковичі, заснованованого на річці Липа, сягає 1184 року, проте коли з'явились Вали та хто їх засновник — невідомо. Загалом про Катеринські гори ходить багато чуток. Зокрема існує легенда, що Катерина II наказала козакам носити землю для Валів у своїх шапках. У селі подейкують, що під Валами пролягають підземні ходи, які ведуть до церкви у сусідньому селі Борочиче.
Варто відзначити, що цим місцем завжди цікавилися науковці, дослідники, археологи.
Серед тих, хто активно досліджував Вали, — академік Марія Тіханова з Москви, професор Михайло Кучінко та Віктор Баюк із Луцька, Святослав Терський зі Львова. Терський писав, що городище відзначається чітким плануванням, характерним для фортець візантійського кола. Судячи з археологічних даних, городище відноситься до XI початку XIII ст. Так, до прикладу, тут було знайдено багато предметів побуту часів Київської Русі. Вдалося відшукати уламки посуду, фрагменти денець, орнаментовані врізними лініями, свинцеві товарні пломби, металеві вироби, накладку-застібку книжки, шпильку-стилет. На полі, біля самого городища, знайдено бронзовий хрест. Це свідчить, що тут жив православний люд. Під час досліджень Валів там виявили й масивні сирцеві цегляні блоки, що їх використовували при спорудженні валу.
У 1928 році недалеко від городища, під час прокладання залізниці Львів—Луцьк, землекопи знайшли великий скарб золотих та срібних монет. Крім них, там був і медальйон римського імператора Йовіана (363—364 pp.) діаметром близько 10 сантиметрів. Загальна кількість монет — понад 1 тисячу штук. Вага — близько 60 кілограмів. Такі знахідки свідчать про вагоме становище поселення у давні часи, про його торговельні зв'язки. Відомий дослідник старожитностей Волині археолог Олександр Цинкаловський у своїй праці «Матеріали до праісторії Волині і Волинського Полісся» докладно проаналізував частину скарбу, вагою 4 кг, у сумі 362 срібні монети. Вважається, що скарб було заховано в землі в IV — на початку V столітті нової ери. На жаль, частину цього скарбу було втрачено. Дещо (в тому числі й золотий медальйон Йовіана) знаходиться зараз в Археологічному музеї у Варшаві, дещо у Львові.
Очевидно, що городище Катеринські гори — важлива історична пам'ятка, яка може розповісти чимало про минуле наших предків. Однак прикро те, що з кожним роком городище осідає, разом з осілими частинами насипів зникають і потенційні археологічні знахідки та артефакти. Тим не менш, Катеринські вали досі залишаються достеменно невивченими науковцями. Тому це місце оповите легендами старожилів та увагою археологів.